# Mediji v Severni Makedoniji
Mediji v Severni Makedoniji se nanašajo na množične medije s sedežem v Severni Makedoniji. Televizije, revije in časopise upravljajo tako državne kot profitne družbe, ki so odvisne od oglaševanja, naročnin in drugih prihodkov, povezanih s prodajo. Ustava Severne Makedonije zagotavlja svobodo tiska in izražanja, vendar ju oblasti ne podpirajo nepristransko. Kot država v tranziciji se medijski sistem Severne Makedonije preoblikuje.       